# Ichneutica blenheimensis
Ichneutica blenheimensis là một loài bướm đêm trong họ Noctuidae. Chúng là loài đặc hữu của New Zealand.